# Kathedraal van Maringá
De Kathedraal van Maringá (Portugees: Catedral Basílica Menor Nossa Senhora da Glória of Catedral de Maringá) is een Braziliaanse rooms-katholieke kathedraal en basilica minor in het centrum van de nieuwe stad Maringá. Het gebouw heeft een hoogte van 124 meter, is het hoogste kerkgebouw in Zuid-Amerika en de op 15 na hoogste kerktoren ter wereld.
Architect José Augusto Bellucci liet zich inspireren door de "Spoetniks". De zeven meter hoge crucifix is ontworpen door Conrado Moser. Het gebouw kan 3.500 tot 4.500 aanwezigen bevatten en heeft een buitendiameter van 50 meter en een binnendiameter van 38 meter.
De eerste steen van de kerk, een stuk marmer uit de Sint-Pietersbasiliek van Rome, gezegend door paus Pius XII, werd geplaatst op Onze-Lieve-Vrouw Hemelvaart, 15 augustus 1958 in een viering waar bisschop dom Jaime Luiz Coelho voorging en aartsbisschop van Curitiba, dom Manuel da Silveira D'Elboux leidde. De kathedraal, opgedragen aan Nossa Senhora da Glória werd gebouwd tussen juli 1959 en mei 1972. De afwerking op 10 mei 1972 viel samen met het vijfentwintigjarig bestaan van de stad. De kerk werd ingewijd en gezegend op 3 mei 1981 en kreeg de titel Catedral Basílica Menor op 21 januari 1982 van paus Johannes Paulus II. Huidig aartsbisschop is Anuar Battisti, en dit sinds september 2004.
Het bisdom waarvan deze kerk de hoofdkerk is werd op 1 februari 1956 afgesplitst van het bisdom van Jacarezinho, en op 16 oktober 1979 als metropolitaan aartsbisdom erkend, waar het tot dan een suffragaan bisdom was van het aartsbisdom van Curitiba, de hoofdstad van de Braziliaanse deelstaat Paraná. De suffragane bisdommen van het nieuwe aartsbisdom werden het Diocese de Campo Mourão, het Diocese de Paranavaí en het Diocese de Umuarama.